# Bách khoa toàn thư trực tuyến
Bách khoa toàn thư trực tuyến (tiếng Anh: online encyclopedia), còn được gọi là bách khoa toàn thư kỹ thuật số (digital encyclopedia), là một bách khoa toàn thư có thể truy cập qua internet, chẳng hạn như Wikipedia. Ý tưởng xây dựng một bách khoa toàn thư miễn phí bằng Internet có thể được bắt nguồn từ đề xuất của Interpedia năm 1994; nó đã được lên kế hoạch như một cuốn bách khoa toàn thư trên Internet mà mọi người đều có thể đóng góp tài liệu. Dự án không bao giờ rời khỏi giai đoạn lập kế hoạch và bị vượt qua bởi một nhánh quan trọng của bách khoa toàn thư in cũ.

## Số hóa nội dung cũ

### Wikisource
Có rất nhiều bách khoa toàn thư và từ điển cũ của tiểu sử quốc gia trên Wikisource cả bằng tiếng Anh và các ngôn ngữ khác. Việc hoàn thành các bộ bách khoa toàn thư này khác nhau và chất lượng nội dung thay đổi từ hiệu đính, đến văn bản chất lượng kém với nhiều lỗi nhận dạng ký tự quang học (OCR).
Danh sách này không đầy đủ, bạn cũng có thể giúp mở rộng danh sách.
| Tên                                                                              | Bản gốc   | Ngôn ngữ          | Hoàn thành | Liên kết                                                                           | Chú thích |
| -------------------------------------------------------------------------------- | --------- | ----------------- | ---------- | ---------------------------------------------------------------------------------- | --- |
| Allgemeine Deutsche Biographie                                                   |           | tiếng Đức         |            | s:de:Allgemeine Deutsche Biographie                                                | |
| The Encyclopedia Americana                                                       | 1906      | tiếng Anh         |            | s:The Encyclopedia Americana (1906)                                                | |
| The Encyclopedia Americana                                                       | 1920      | tiếng Anh         |            | s:The Encyclopedia Americana (1920)                                                | |
| The Cyclopædia of American Biography                                             | 1918      | tiếng Anh         |            | s:The Cyclopædia of American Biography                                             | |
| New American Cyclopædia                                                          | 1897      | tiếng Anh         |            | s:The American Cyclopædia (1879)                                                   | |
| Appletons' Cyclopædia of American Biography                                      | 1900      | tiếng Anh         |            | s:Appletons' Cyclopædia of American Biography                                      | |
| Encyclopædia Britannica Ninth Edition                                            | 1875–1889 | tiếng Anh         |            | s:Encyclopædia Britannica, Ninth Edition                                           | |
| Encyclopædia Britannica Eleventh Edition                                         | 1911      | tiếng Anh         |            | s:Encyclopædia Britannica Eleventh Edition                                         | |
| Encyclopædia Britannica Twelfth Edition                                          | 1922      | tiếng Anh         |            | s:1922 Encyclopædia Britannica                                                     | |
| Catholic Encyclopedia                                                            | 1913      | tiếng Anh         | 100%       | s:Catholic Encyclopedia                                                            | Ngày nay còn được gọi là Bách khoa toàn thư Công giáo cũ; Tập đầu tiên xuất bản vào tháng 3 năm 1907 và nó được hoàn thành vào tháng 4 năm 1914 |
| Dictionary of Christian Biography and Literature to the End of the Sixth Century | 1911      | tiếng Anh         |            | s:Dictionary of Christian Biography and Literature to the End of the Sixth Century | |
| Collier's Encyclopedia                                                           |           | tiếng Anh         |            | s:Collier's New Encyclopedia (1921)                                                | |
| Complete Encyclopaedia of Music                                                  | 1880      | tiếng Anh         |            | s:Complete Encyclopaedia of Music                                                  | |
| Neue Deutsche Biographie                                                         |           | tiếng Đức         |            | s:de:Neue Deutsche Biographie                                                      | |
| Diccionario Geográfico de la República de Chile                                  |           | tiếng Tây Ban Nha |            | s:es:Diccionario Geográfico de la República de Chile                               | |
| Dictionary of National Biography                                                 | 1885–1900 | tiếng Anh         |            | s:Dictionary of National Biography, 1885–1900                                      | |
| Dictionary of National Biography                                                 | 1901      | tiếng Anh         |            | s:Dictionary of National Biography, 1901 supplement                                | |
| Dictionary of National Biography                                                 | 1912      | tiếng Anh         |            | s:Dictionary of National Biography, 1912 supplement                                | |
| Easton's Bible Dictionary                                                        |           | tiếng Anh         |            | s:Easton's Bible Dictionary (1897)                                                 | |
| Grand dictionnaire universel du XIXe siècle                                      |           | tiếng Pháp        |            | s:fr:Grand dictionnaire universel du XIXe siècle                                   | |
| Dictionary of Greek and Roman Antiquities                                        | 1890      | tiếng Anh         |            | s:Dictionary of Greek and Roman Antiquities                                        | |
| Dictionary of Greek and Roman Biography and Mythology                            | 1870      | tiếng Anh         |            | s:Dictionary of Greek and Roman Biography and Mythology                            | |
| Dictionary of Greek and Roman Geography                                          | 1854      | tiếng Anh         |            | s:Dictionary of Greek and Roman Geography                                          | |
| The Nuttall Encyclopædia                                                         | 1907      | tiếng Anh         | 100%       | s:The Nuttall Encyclopædia                                                         | |
| The Indian Biographical Dictionary                                               |           | tiếng Anh         |            | s:The Indian Biographical Dictionary                                               | |
| New International Encyclopedia                                                   |           | tiếng Anh         |            | s:The New International Encyclopædia                                               | |
| Jewish Encyclopedia                                                              | 1905      | tiếng Anh         |            | s:Jewish Encyclopedia                                                              | |

### Khác
Nhiều bách khoa toàn thư có sẵn tại trang web Internet Archive. Mặc dù văn bản gốc có thể xem được nhưng văn bản có thể đọc được trên máy thường kém với nhiều lỗi OCR.
Vào tháng 1 năm 1995, Project Gutenberg bắt đầu xuất bản văn bản ASCII của Encyclopædia Britannica, ấn bản thứ 11 (1911), nhưng không đồng ý về phương pháp đã dừng công việc sau tập đầu tiên.   Vì lý do thương hiệu, điều này đã được xuất bản với tên Bách khoa toàn thư Gutenberg.   Dự án Gutenberg đã khởi động lại công việc số hóa và đọc lại cuốn bách khoa toàn thư này. Dự án Gutenberg đã xuất bản các tập theo thứ tự chữ cái, ấn phẩm gần đây nhất là Volume 17 Slice 8: Matter–Mecklenburg xuất bản vào ngày 7 tháng 4 năm 2013.  Britannica mới nhất đã được số hóa bởi các nhà xuất bản của nó và được bán đầu tiên dưới dạng CD-ROM, và sau đó là một dịch vụ trực tuyến.